# Добретићи
Добретићи су село и сједиште једне од најмлађих и најмањих општина у Босни и Херцеговини. Припада ентитету Федерација Босне и Херцеговине. У послератном периоду село називају Добретићи по Стјепану Добрети, припаднику босанског средњовековног племства. Раније је било познато као Добратићи.

## Становништво

### Добратићи, национални састав
|             | 2013.        | 1991.        | 1981.        | 1971.        |
| Укупно      | 228 (100,0%) | 336 (100,0%) | 318 (100,0%) | 190 (100,0%) |
| Хрвати      | 228 (100,0%) | 315 (93,75%) | 271 (85,22%) | 173 (91,05%) |
| Југословени | –            | 15 (4,464%)  | 6 (1,887%)   | –            |
| Бошњаци     | –            | 3 (0,893%)1  | –            | 1 (0,526%)1  |
| Срби        | –            | 3 (0,893%)   | 32 (10,06%)  | 12 (6,316%)  |
| Остали      | –            | –            | 5 (1,572%)   | 1 (0,526%)   |
| Црногорци   | –            | –            | 3 (0,943%)   | 3 (1,579%)   |
| Мађари      | –            | –            | 1 (0,314%)   | –            |

1. 1 На пописима од 1971. до 1991. Бошњаци су пописивани углавном као Муслимани.